# Foss församling
Foss församling var en församling i Norra Bohusläns kontrakt i Göteborgs stift. Församlingen låg i Munkedals kommun i Västra Götalands län och ingick i Munkedals pastorat.  Församlingen uppgick 2022 i Munkedals församling.

## Administrativ historik
Församlingen har medeltida ursprung. 
Församlingen var till 1968 moderförsamling i pastoratet Foss och Håby som till 1 maj 1921 även omfattade Svarteborgs församling. Från 1968 till 1994 var församlingen moderförsamling i pastoratet Foss, Håby och Valbo-Ryr och därefter moderförsamling i ett pastorat som dessutom omfattade Krokstad, Hede och Sanne. År 2006 införlivades Håby och Valbo-Ryrs församlingar och församlingen bildade samtidigt med Sörbygdens församling, Foss-Sörbygdens pastorat som existerade till 2013. Mellan 2013 och 2022 ingick församlingen i Munkedals pastorat bestående av denna församling, Sörbygdens församling och Svarteborg-Bärfendals församling. Församlingen uppgick 2022 i Munkedals församling.

## Kyrkobyggnader
- Foss kyrka
- Håby kyrka
- Valbo-Ryrs kyrka

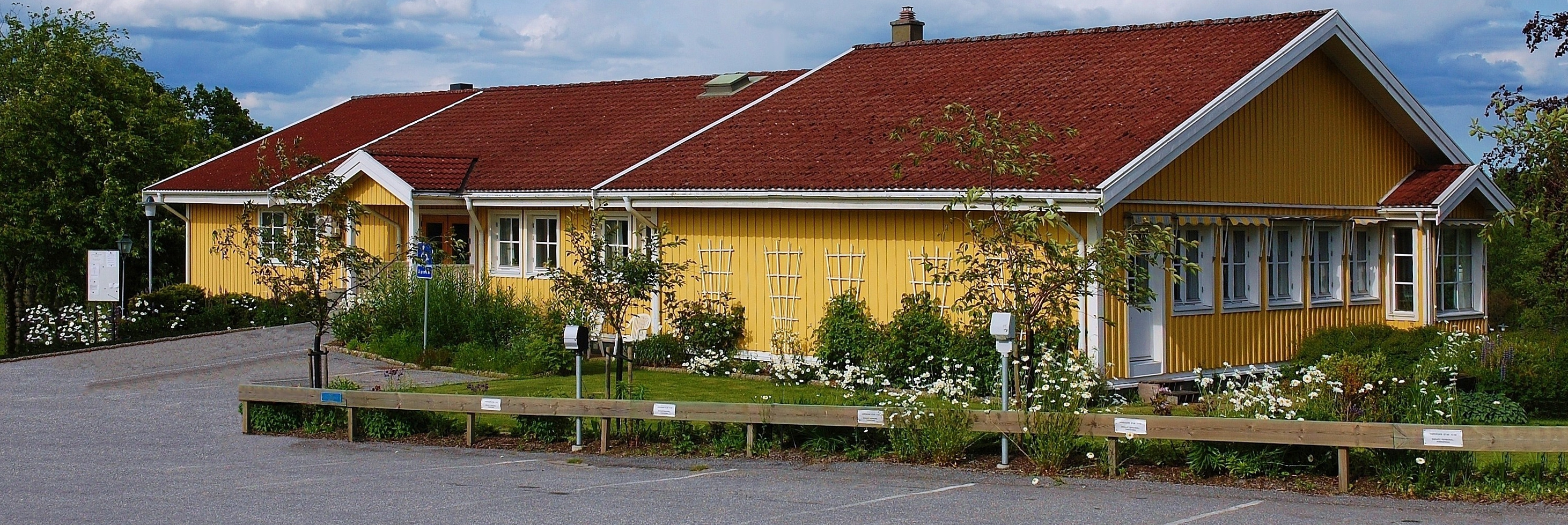
Foss församlingshem

### Fotnoter
1. ↑  Nationell Arkivdatabas Referenskod: SE/143001000, läst: 13 juli 2018.[källa från Wikidata]
2. ↑  Stift, kontrakt och pastorat i nummerordning med ingående församlingar 2020-01-01, SCB, läs online.[källa från Wikidata]
3. 1 2  Medlemmar i Svenska kyrkan i förhållande till folkmängd den 31.12.2019 per församling, kommun och län samt riket, Svenska kyrkan, läs online.[källa från Wikidata]
4. ↑  ”Förteckning (Sveriges församlingar genom tiderna)”. Skatteverket. 1989. http://www.skatteverket.se/privat/folkbokforing/omfolkbokforing/folkbokforingigaridag/sverigesforsamlingargenomtiderna/forteckning.4.18e1b10334ebe8bc80003999.html. Läst 17 december 2013.
5. ↑  ”Församlingar”. Statistiska centralbyrån. https://www.scb.se/hitta-statistik/regional-statistik-och-kartor/regionala-indelningar/forsamlingar/. Läst 30 december 2022.
6. ↑  Mall:FS-Scb2
7. ↑  ”Församlingar”. Statistiska centralbyrån. https://www.scb.se/hitta-statistik/regional-statistik-och-kartor/regionala-indelningar/forsamlingar/. Läst 30 december 2022.